# أبايزو

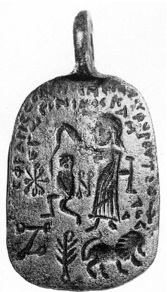

أبايزو هو اسم روح شريرة (شيطان)، في ميثولوجيا وفلكلور الشرق الأدنى وأوروبا. كانت أبايزو تلام على الإجهاضات ووفيات الأطفال وقيل إنها كانت مدفوعة بالحسد، لأنها كانت عقيمة. عُرفت في المصرية القبطية باسم الأباساندريا، وفي الثقافة البيزنطية باسم غايلو، لكن قيل في العديد من النصوص التي بقيت من ممارسات السحر السنسكريتية للحقبة القديمة والمبكرة من الحقبة المتوسطة إنها تمتلك (ظاهريًا) أسماءً لا تحصى.
صُورت أبايزو (تنطق أيضًا أبيزو، أوبيزو، أوبيزوس، أوبايزوس، بايزو إلخ) على تميمة بهيئة تشبه السمكة أو الثعبان. أكمل وصف أدبي لها هو موجز علم الشياطين الذي يعرف بعهد سليمان، المؤرخ من قبل العديد من الباحثين من أوائل القرن الأول بعد الميلاد حتى أواخر القرن الرابع.

## الأصول
ربط إيه. إيه. بارب بين أبيزو وشيطانة أنثى مشابهة في قصة البحر الابتدائي، أبزو، في ديانة بلاد ما بين النهرين القديمة. جادل بارب بأنه على الرغم من كون الاسم «أبيزو» يبدو شكلًا إغريقيًا مشوهًا بمعنى «الهاوية»، فقد استعار الإغريق من الأكادية «أبسو» أو من السومرية «أبزو».
كان البحر الابتدائي في الأصل خنثويًا أو دون جنس محدد، ثم انقسم لاحقًا إلى الذكر أبزو (الماء العذب) والأنثى تيامات (ماء البحر، تظهر باسم تيهوم في سفر التكوين). قيل إن الشيطانة الأنثى، المعروفة باسم ليليث، قد خرجت غالبًا من البحر الابتدائي. في الديانة الإغريقية القديمة، قد تُستمد وحوش البحر الأنثوية التي تجمع بين الافتتان والموت من هذا التقليد، بما فيها الغورغونات (اللواتي كنّ بنات إله البحر القديم فوركيس)، والسيرينات، والهاربيات، وحتى حوريات  الماء والنيريدات.
في السبعونية، النسخة الإغريقية للإنجيل العبري، عُوملت كلمة (Abyssos) على أنها اسم ذو جنس مؤنث نحويًا، على الرغم من معاملة الأسماء الإغريقية التي تنتهي بأو إس (os) على أنها مذكرة نموذجيًا. يوازي (Abyssos) معنى أبزو الذي يعني فوضى البحر المظلم قبل الخلق (التكوين). تظهر الكلمة أيضًا في العهد الجديد المسيحي إذ وردت ست مرات في كتاب رؤيا يوحنا، حيث تُرجمت تقليديًا بمعنى «قاع حفرة» جهنم عوضًا عن «أعماق جهنم». يجادل بارب بأن أبزو السومرية هي «جدة» الشيطان المسيحي الكبير (الخناس).

## عهد سليمان
في العصور القديمة المتأخرة وُصفت أبايزو في عهد سليمان (على أنها أوبيزوس) بامتلاكها «وجهًا لامعًا أخضر اللون وشعرًا يشبه شكل الأفعى»؛ وباقي جسمها مغطى بالظلام. واجه المتحدث («الملك سليمان») مجموعة من الشياطين، إذ ربط وعذب كلًا منهم على حدة، وحقق في نشاطاته؛ ثم أصدر بحقهم عقوبةً أو أحكامًا وجدها في رأيه مناسبة لهم. ووضعهم قيد الاختبار، قالت أبايزو إنها لم تنم، بل كانت تحوم في العالم عوضًا عن ذلك بحثًا عن نساء على وشك الولادة؛ وإن أتيحت لها الفرصة فإنها سوف تخنق الأطفال حديثي الولادة. ادعت أيضًا أنها مصدر العديد من المصائب، بما فيها الصمم، ومشاكل العين، وانسدادات الحلق، والجنون، والألم الجسدي. أمر سليمان أن تكون مكبلة بشعرها ومعلقة أمام المعبد أمام العامة. يبدو أن كاتب العهد قد كان يفكر برأس غورغون، أو أيقونة رأس ميدوسا، التي زينت المعابد الإغريقية وأحيانًا الكنائس اليهودية في العصور القديمة المتأخرة.
يعتبر الحسد محوريًا كسمة في العهد، اعترف بعل زبوب بنفسه، خلال استجوابه من قبل الملك، أنه أشاع الحسد بين البشر. وُصف تجسيد الحسد على أنه بلا رأس، ومحفز من قبل الحاجة لسرقة رأس آخر، من بين سلسلة مسائلة وتقييد الشياطين: «أقبض بلحظة رأس رجل...وأضعه على نفسي». كما هو الحال مع جهود سيزيف الحاسدة في استبدال رأسه، لا تستطيع أبايزو أن ترتاح حتى تسرق طفلًا كل ليلة.

## على التمائم الطبية
يتجسد المرض أو المحنة عادةً على تمائم الشفاء المنقوشة الخاصة بالشرق الأدنى والتقاليد الطبية السحرية الخاصة بالعالم الروماني الإغريقي، ويشار إليه بشكل مباشر؛ يُطلب من الممارس أن ينقش أو يرتل عبارات تأمر المرض بالمغادرة؛ على سبيل المثال، «اهربي، أيتها الحمى!» أو قد يُعتبر المرض مسببًا من قبل شيطانٍ ما، ويجب تحديده بشكل صحيح بالاسم وأمره بالمغادرة. في هذا الوضع، يمكن مقارنة الممارسات العلاجية السحرية بطرد الأرواح الشريرة. صُورت أبايزو وسميت على عدة تمائم بيزنطية من البرونز. بيديها المقيدتين خلف ظهرها، وهي تركع وكأنها تُجلد من شخص واقف، يُعرف باسم سليمان أو أرلاف، ويُطلق عليه اسم أفاروف في عهد سليمان ويُعرف أنه رئيس الملائكة رافائيل. يسمى ذلك الشخص على إحدى التمائم باسم أرلاف، لكن هناك نقش يشير إلى «خاتم سليمان مع حامله؛ أنا نوسكام.» النقش المعاكس مكتوب ضمن أوربوروس، رمز الأفعى التي تعض ذيلها لتشكل دائرة: «اهربي، اهربي، أبايزو، [من] سيسينيوس وسيسينيا؛ الكلب المفترس يقيم هنا». (يأخذ ساينت سيسينيوس دور سليمان أحيانًا على التمائم المسيحية). تُعرف أبايزو أيضًا بأنها مصدر تهديد المرأة الحامل بالأطفال والرضع. بعض أسماء أولئك الباحثين عن حماية منها على التمائم الموجودة مذكّرون.
تظهر تمائم العصور الوسطى اختلافًا أيكونوغرافيًا، إذ تظهر أبايزو تحت أقدام فارس ما. ويُعرف ممتطِ الحصان مجددًا بأنه إما سليمان أو أرلاف؛ تصف أحد الأمثلة الفارس على أنه سيسينيوس، مع كلا اسمي الشيطانة أبايزو وأنابارداليا، وملاكًا يُدعى أراف (أرلاف) يقف مستعدًا مع جناح واحد مرفوع. تمتلك تمائم العصور الوسطى التي تُظهر الفارس يخضع الأنثى صورةً رئيسية تجسد رأس غورغون غالبًا وبرمز يشبه الرحم.

## أسماء أبايزو
يواجه رئيس الملائكة ميخائيل أبايزو في أحد النصوص المتعلقة بالسحر ويجبرها على إخباره بالأسماء الأربعين التي يمكنها التحكم بها من خلالها. في الممارسات الدينية السحرية، تؤمن معرفة سر اسم الإله أو القوة الإلهية أو الشيطان قوةً تفوق ذلك الكيان.
في عهد سليمان، تعلن الشيطانة بنفسها أنها تمتلك عشرة آلاف اسم وشكل، وأن رافائيل نقيضها. إذا تقول إن اسمها مكتوب على بقايا البردية عندما تقترب المرأة من الولادة، «علي الهرب منهم إلى العالم الآخر».
تظهر العديد من الأسماء لأبايزو بشكل متكرر في عدة لغات مثل الإغريقية القديمة، والعبرية، والرومانية.

### غايللو، غايلو، غيللو
تظهر شيطانة ولادة الأطفال الأنثى كثيرًا في النصوص السحرية تحت الاسم البابلي غايللو أو غايلو. في إحدى القصص الإغريقية في زمن «ملك تراجان» أفصحت غايللو تحت التعذيب عن «اثني عشر ونصف من أسمائها»: «اسمي الأول والخاص هو غايللو؛ الثاني أمورفوس؛ الثالث أبايزو؛ الرابع كارخوس؛ الخامس برياني؛ السادس بارديللوس؛ السابع أيجبتيان؛ الثامن بارنا؛ التاسع خارخانيستريا؛ العاشر أديكيا؛... الثاني عشر ماييا؛ النصف بيتومين».
في نصوص العصور الوسطى، يُطلق على أحد أسماء غايلو الإثني عشر والنصف أنابارداليا، وهو اسم متعلق أيضًا بأبايزو.
يظهر شكل غيللو الشيطاني في جزء من قصيدة صافو.

### أناتورا
أناتورا هي شيطانة أنثى تسبب صداع الشقيقة. وتعرف بشكل أساسي من خلال صفيحة الفضة لاميلا (ورق معدني منقوش) في القرن الثاني والثالث، وُجدت في مستوطنة كارنتون الرومانية العسكرية الموجودة حاليًا في النمسا. يُقال إن أناتورا، التي يعني اسمها شيئًا مثل «الرياح المناقضة»، قد خرجت من البحر. إذ تواجه في النقش من قبل آرتميس الإفسوسي، الذي يلعب دورًا متعلقًا بدور الشخصية الذكرية سليمان، وأورلاف، وسيسينيوس في السحر اليهودي والمسيحي.

### ألاباساندريا
في دير القديس أبولو في باويط، في مصر، تصور لوحة حائطية شيطان الولادة تحت اسم ألاباساندريا (أو ألاباسدريا) وهي تداس تحت حوافر حصان. يرتدي الفارس سترةً وسروالًا ذا حزام على الطريقة الفرثية، ويُقرأ النقش، الذي زال الآن، في وقت اكتشافه على أنه سينيسيوس. حُددت هذه الصورة المركزية من خلال النقش على أنها محاطة بشخصيات أخرى، بما فيها قنطور، وثقب العين الشريرة، وابنة الشيطان، مجنحةَ وذات ذيل شبه ذيل الزواحف.